# NGC 5217
NGC 5217 је елиптична галаксија у сазвежђу Береникина коса која се налази на NGC листи објеката дубоког неба.
Деклинација објекта је + 17° 51' 26" а ректасцензија 13h 34m 5,9s. Привидна величина (магнитуда) објекта NGC 5217 износи 12,7 а фотографска магнитуда 13,7. NGC 5217 је још познат и под ознакама UGC 8546, MCG 3-35-9, CGCG 102-19, PGC 47793.